# HD 10204
HD 10204，又名BD+42 345，SAO 37419、HR 476，是一颗恒星，视星等为5.61，位于銀經132.35，銀緯-18.67，其B1900.0坐标为赤經1h 34m 39.7s，赤緯+42° -18.67′ 30″。